# Mira (fleuve)
Pour les articles homonymes, voir Mira.
Le Mira est un fleuve du sud-ouest du Portugal, dans la région d'Alentejo, et qui se jette dans l'océan Atlantique.

## Étymologie
Son nom pré-date l'occupation romaine de la région. Le nom de Mira pourrait avoir les mêmes origines celtiques ou pré-celtiques que celui de la ville antique de Miróbriga (berceau de la ville moderne Santiago do Cacém) dont les ruines se situent à 32 km au nord. On sait que le panthéon des tribus locales, appelées Celtici par les romains (voir Liste des peuples celtes de la péninsule Ibérique), incluait un dieu de protection des eaux dont le nom était Mirobieus.

## Géographie
La longueur de son cours d'eau est de 145 km.
La surface de son bassin versant est de 1 600 km2. Au nord il borde le bassin du Sado, et à l'est celui du Guadiana (Espagne).
Il prend sa source à environ 470 mètres d'altitude sur les pentes nord de la Serra do Caldeirão. Son cours suit une direction nord-ouest, avec une pente généralement douce vers l'océan Atlantique. Il s'y jette par un petit delta calme près de la ville de Vila Nova de Milfontes, à 115 km au sud de Lisbonne.
C'est l'un des deux cours d'eau du Portugal ayant une direction essentiellement sud-nord (l'autre étant le Sado proche) et l'un des deux cours d'eau européens ayant cette orientation.
Principaux affluents de sa rive droite : ruisseau Torgal, rivière Luzianes et rivière Perna Seca.
Principaux affluents de sa rive gauche : rivières Macheira, Guilherme et Telhares.